# The Game Awards 2020
The Game Awards 2020 – gala, podczas której przedstawicielom branży gier komputerowych przyznano The Game Awards. Odbyła się 10 grudnia 2020 roku. Podobnie jak poprzednie edycje była prowadzona przez dziennikarza Geoffa Keighley’ego. Tytuł gry roku otrzymało The Last of Us Part II, które zdobyło 11 nominacji i wygrało w 7 kategoriach, co było najwyższym dotychczasowym wynikiem.
W związku z pandemią COVID-19 gala odbyła się wyłącznie online. Była transmitowana na żywo z Los Angeles, Londynu i Tokio w jakości 4K UHD z lokalizacji studyjnych bez publiczności. Udostępniono ją na 45 platformach wideo. W szczytowym momencie galę oglądało 8,3 miliona osób, Łącznie obejrzało ją 83 milionów, co stanowiło rekordową oglądalność i wzrost o 84% w porównaniu z edycją 2019, która osiągnęła 45,2 milionami transmisji na żywo.

## Nagrody
Opracowano na podstawie.

### Gry
| Gra roku | Najlepiej wyreżyserowana gra |
| --- | --- |
| - The Last of Us Part II – Naughty Dog / Sony Interactive Entertainment - Animal Crossing: New Horizons – Nintendo - Doom Eternal – id Software / Bethesda Softworks - Final Fantasy VII Remake – Square Enix - Ghost of Tsushima – Sucker Punch Productions / Sony Interactive Entertainment - Hades – Supergiant Games                                         | - The Last of Us Part II – Naughty Dog / Sony Interactive Entertainment - Final Fantasy VII Remake – Square Enix - Ghost of Tsushima – Sucker Punch Productions / Sony Interactive Entertainment - Hades – Supergiant Games - Half-Life: Alyx – Valve |
| Najlepsza narracja | Najlepszy kierunek artystyczny |
| - The Last of Us Part II – Neil Druckmann oraz Halley Gross - 13 Sentinels: Aegis Rim – George Kamitani - Final Fantasy VII Remake – Kazushige Nojima, Motomu Toriyama, Hiroaki Iwaki, and Sachie Hirano - Ghost of Tsushima – Ian Ryan, Liz Albl, Patrick Downs, and Jordan Lemos - Hades – Greg Kasavin                                                        | - Ghost of Tsushima – Sucker Punch Productions / Sony Interactive Entertainment - Final Fantasy VII Remake – Square Enix - Hades – Supergiant Games - The Last of Us Part II – Naughty Dog / Sony Interactive Entertainment - Ori and the Will of the Wisps – Moon Studios / Xbox Game Studios |
| Najlepsza ścieżka dźwiękowa | Najlepsze udźwiękowienie |
| - Final Fantasy VII Remake – Nobuo Uematsu, Masashi Hamauzu oraz Mitsuto Suzuki - Doom Eternal – Mick Gordon - Hades – Darren Korb - The Last of Us Part II – Gustavo Santaolalla oraz Mac Quayle - Ori and the Will of the Wisps – Gareth Coker | - The Last of Us Part II – Naughty Dog / Sony Interactive Entertainment - Doom Eternal – id Software / Bethesda Softworks - Ghost of Tsushima – Sucker Punch Productions / Sony Interactive Entertainment - Half-Life: Alyx – Valve - Resident Evil 3 – Capcom |
| Najlepsza kreacja aktorska | Najlepsza gra pod względem zaangażowania |
| - Laura Bailey jako Abby – The Last of Us Part II - Logan Cunningham jako Hades – Hades - Nadji Jeter jako Miles Morales – Spider-Man: Miles Morales - Ashley Johnson jako Ellie – The Last of Us Part II - Daisuke Tsuji jako Jin Sakai – Ghost of Tsushima | - Tell Me Why – Dontnod Entertainment / Xbox Game Studios - If Found... – Dreamfeel / Annapurna Interactive - Kentucky Route Zero – Cardboard Computer / Annapurna Interactive - Spiritfarer – Thunder Lotus Games - Through the Darkest of Times – Paintbucket Games / HandyGames |
| Najlepiej rozwijana gra | Najlepsza gra niezależna |
| - No Man’s Sky – Hello Games - Apex Legends – Respawn Entertainment / Electronic Arts - Call of Duty: Warzone – Infinity Ward / Raven Software / Activision - Destiny 2 – Bungie - Fortnite – Epic Games | - Hades – Supergiant Games - Carrion – Phobia Game Studio / Devolver Digital - Fall Guys: Ultimate Knockout – Mediatonic / Devolver Digital - Spelunky 2 – Mossmouth - Spiritfarer – Thunder Lotus Games |
| Najlepsza gra mobilna | Najlepsze wsparcie społeczności |
| - Among Us – Innersloth - Call of Duty: Mobile – TiMi Studios / Activision - Genshin Impact – miHoYo - Legends of Runeterra – Riot Games - Pokémon Café Mix – Genius Sonority / The Pokémon Company | - Fall Guys: Ultimate Knockout – Mediatonic / Devolver Digital - Apex Legends – Respawn Entertainment / Electronic Arts - Destiny 2 – Bungie - Fortnite – Epic Games - No Man’s Sky – Hello Games - Valorant – Riot Games |
| Najlepsza gra VR/AR | Innowacja w dostępności |
| - Half-Life: Alyx – Valve - Dreams – Media Molecule / Sony Interactive Entertainment - Iron Man VR – Camouflaj / Sony Interactive Entertainment - Star Wars Squadrons – Motive Studios / Electronic Arts - The Walking Dead: Saints & Sinners – Skydance Interactive                                                                                             | - The Last of Us Part II – Naughty Dog / Sony Interactive Entertainment - Assassin’s Creed Valhalla – Ubisoft Montreal / Ubisoft - Grounded – Obsidian Entertainment / Xbox Game Studios - HyperDot – Tribe Games / GLITCH - Watch Dogs Legion – Ubisoft Toronto / Ubisoft |
| Najlepsza gra akcji | Najlepsza przygodowa gra akcji |
| - Hades – Supergiant Games - Doom Eternal – id Software / Bethesda Softworks - Half-Life: Alyx – Valve - Nioh 2 – Team Ninja - Streets of Rage 4 – Dotemu | - The Last of Us Part II – Naughty Dog / Sony Interactive Entertainment - Assassin’s Creed Valhalla – Ubisoft Montreal / Ubisoft - Ghost of Tsushima – Sucker Punch Productions / Sony Interactive Entertainment - Ori and the Will of the Wisps – Moon Studios / Xbox Game Studios - Spider-Man: Miles Morales – Insomniac Games / Sony Interactive Entertainment - Star Wars Jedi: Upadły zakon – Respawn Entertainment / Electronic Arts |
| Najlepsza gra fabularna (RPG) | Najlepsza bijatyka |
| - Final Fantasy VII Remake – Square Enix - Genshin Impact – miHoYo - Persona 5 Royal – Atlus / Sega - Wasteland 3 – inXile Entertainment / Deep Silver - Yakuza: Like a Dragon – Ryu Ga Gotoku Studio / Sega | - Mortal Kombat 11 – NetherRealm Studios / WB Games - Granblue Fantasy Versus – Arc System Works / Cygames / Xseed Games - One-Punch Man: A Hero Nobody Knows – Spike Chunsoft / Bandai Namco - Street Fighter V Champion Edition – Dimps / Capcom - Under Night In-Birth – French Bread / Arc System Works / Aksys |
| Najlepsza gra rodzinna | Najlepsza gra strategiczna |
| - Animal Crossing: New Horizons – Nintendo - Crash Bandicoot 4: It's About Time – Toys for Bob / Activision - Fall Guys: Ultimate Knockout – Mediatonic / Devolver Digital - Mario Kart Live: Home Circuit – Velan Studios / Nintendo - Minecraft Dungeons – Mojang Studios / Xbox Game Studios - Paper Mario: The Origami King – Intelligent Systems / Nintendo | - Microsoft Flight Simulator – Asobo Studio / Xbox Game Studios - Crusader Kings III – Paradox Interactive - Desperados III – Mimimi Games / THQ Nordic - Gears Tactics – Splash Damage / The Coalition / Xbox Game Studios - XCOM: Chimera Squad – Firaxis Games / 2K Games |
| Najlepsza gra sportowa/wyścigowa | Najlepsza gra multiplayer |
| - Tony Hawk's Pro Skater 1 + 2 – Vicarious Visions / Activision - Dirt 5 – Codemasters - F1 2020 – Codemasters - FIFA 21 – EA Vancouver / EA Sports - NBA 2K21 – Visual Concepts / 2K | - Among Us – Innersloth - Animal Crossing: New Horizons – Nintendo - Call of Duty: Warzone – Infinity Ward / Raven Software / Activision - Fall Guys: Ultimate Knockout – Mediatonic / Devolver Digital - Valorant – Riot Games |
| Najlepszy debiut roku | Najbardziej oczekiwana gra |
| - Phasmophobia – Kinetic Games - Carrion – Phobia Game Studio / Devolver Digital - Mortal Shell – Cold Symmetry / Playstack - Raji: An Ancient Epic – Nodding Heads Games / Super.com - Röki – Polygon Treehouse / United Label | - Elden Ring – FromSoftware / Bandai Namco Entertainment - God of War – Santa Monica Studio / Sony Interactive Entertainment - Halo Infinite – 343 Industries / Xbox Game Studios - Horizon Forbidden West – Guerrilla Games / Sony Interactive Entertainment - kontynuacja gry The Legend of Zelda: Breath of the Wild – Nintendo - Resident Evil Village – Capcom                                                                         |
| Wybór graczy | |
| - Ghost of Tsushima – Sucker Punch Productions / Sony Interactive Entertainment - The Last of Us Part II – Naughty Dog / Sony Interactive Entertainment - Doom Eternal – id Software / Bethesda Softworks - Hades – Supergiant Games - Spider-Man: Miles Morales – Insomniac Games / Sony Interactive Entertainment                                              | |

### E-sport i twórcy
| Najlepsza gra e-sportowa | Najlepszy gracz e-sportowy |
| --- | --- |
| - League of Legends – Riot Games - Call of Duty: Modern Warfare – Infinity Ward / Raven Software / Activision - Counter-Strike: Global Offensive – Valve - Fortnite – Epic Games - Valorant – Riot Games | - Heo "Showmaker" Su (Damwon Gaming, League of Legends) - Anthony "Shotzzy" Cuevas-Castro (Dallas Empire, Call of Duty League) - Kim "Canyon" Geon-bu (Damwon Gaming, League of Legends) - Matthieu "ZywOo" Herbaut (Team Vitality, Counter-Strike: Global Offensive) - Ian "Crimsix" Porter (Dallas Empire, Call of Duty League) |
| Najlepsza drużyna e-sportowa | Najlepszy e-sportowy trener |
| - G2 Esports (League of Legends) - Dallas Empire (Call of Duty League) - Damwon Gaming (League of Legends) - San Francisco Shock (Overwatch League) - Team Secret (Dota 2) | - Danny "zonic" Sorensen (Astralis, Counter-Strike: Global Offensive) - Lee "Zefa" Jae-min (T1, League of Legends) - Fabian "Grabbz" Lohmann (G2 Esports, League of Legends) - Raymond "rambo" Lussier (Dallas Empire, Call of Duty) - Dae-hee "Crusty" Park (San Francisco Shock, Overwatch League)                              |
| Najlepsze wydarzenie e-sportowe | Najlepszy komentator/host e-sportowy |
| - 2020 League of Legends World Championship (League of Legends) - 2020 Overwatch League Grand Finals (Overwatch) - BLAST Premier: Spring 2020 European Finals (Counter-Strike: Global Offensive) - Call of Duty League Championship 2020 (Call of Duty: Modern Warfare) - IEM Katowice 2020 (Counter-Strike: Global Offensive) | - Eefje "Sjokz" Depoortere - Alex "Goldenboy" Mendez - Alex "Machine" Richardson - James "Dash" Patterson - Jorien "Sheever" van der Heijden |
| Najlepszy twórca gamingowy | Global Gaming Citizens |
| - Rachell "Valkyrae" Hofstetter - Timothy "TimTheTatman" Betar - Nick "Nickmercs" Kolcheff - Jay-Ann Lopez - Alanah Pearce | - Jennifer Hazel - Adam Gazzaley - Latinx in Gaming |